# James Duthie
Pour les articles homonymes, voir Duthie.
James Duthie (né le 27 octobre 1957) est un joueur de hockey sur gazon britannique. Il participe aux Jeux olympiques d'été de 1984 où il remporte la médaille de bronze.

## Palmarès

### Jeux olympiques
- Jeux olympiques de 1984 à Los Angeles,  États-Unis
  -  Médaille de bronze.